# 坂本直弥
坂本直弥（さかもとなおや 1983年12月10日 - ）は一卵性双生児デュオ「ON/OFF」の一人。「ON/OFF」坂本和弥の双子の兄。福岡県久留米市出身。デビュー曲は「永遠の刹那」。

## 略歴
学園忍者アクションドラマ「風魔の小次郎」の項羽役で出演。エンディングテーマ「永遠の刹那」を歌っている。弟・和弥とは仲がいいらしい。高校時代文化祭で弟・和弥と歌を歌った事がきっかけで歌手になろうと決心して、博多でストリートライブを行う。その後、事務所に入り、東京でやりたいという思いが出てきて社長に直談判し和弥と共に上京。
東京でのストリートライブ中に、「風魔の小次郎」の項羽役に抜擢されて、エンディングテーマ「永遠の刹那」も決定した。2015年1月ON/OFF解散、2015年2月から求人広告企画営業の会社に勤務している。
好きな食べ物はインドカレー(チーズナン派)
好きなキャラクターはスティッチ（今はそうでもない）
好きなブランドはプーマ。（私服は基本赤のジャージ）
好きな動物はパンダ。
香水はレディースのバーバリーブリットEDPオード・パルファムを愛用。
ライヴ中にテンションが上がるとM度が増す。
名前の由来は
素直にまっすぐ育って欲しいという親の願いから。

## 出演
コンビでの出演はこちらを参照